# 薙刀

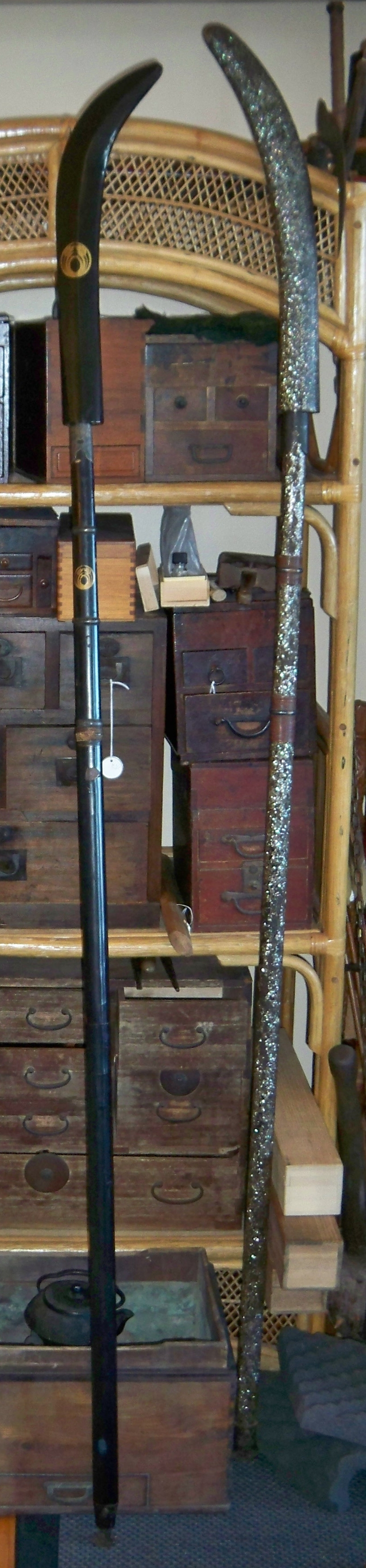
薙刀の拵
黒漆塗家紋入（左）及び総螺鈿（右）のもの

薙刀（なぎなた）は、日本の長柄武器の一種で、平安時代に登場した武具である。

## 概要
柄先に反りのある刀身を装着した武具で、当初は「長刀」（“ながなた”とも読まれた）と表記されていた。しかし「刀」に打刀という様式が生まれると、「打刀」と「短刀」を区別するための呼称「長刀（ちょうとう）」と紛らわしく、区別のため「薙刀」と表記されるようになった。このページでは便宜上、時代にかかわらず薙刀で統一する。
類似の武器に「長巻」があるが、長巻は長大な太刀を振るい易くするために柄をそのまま長く伸ばした“柄の長い刀”であるのに対し、薙刀は刀の柄をただ長くしただけではなく、刀身及び柄の形状共に斬撃に特化させた「長柄武器」である。
欧米では、日本の薙刀はヨーロッパの長柄武器であるグレイブ、パルチザン、ハルバードの一種に分類されたり、類似の武器と見なされたりする。グレイブと比較しての特徴は、薙刀は刀身の部分が日本刀のようになっている点である。

## 歴史

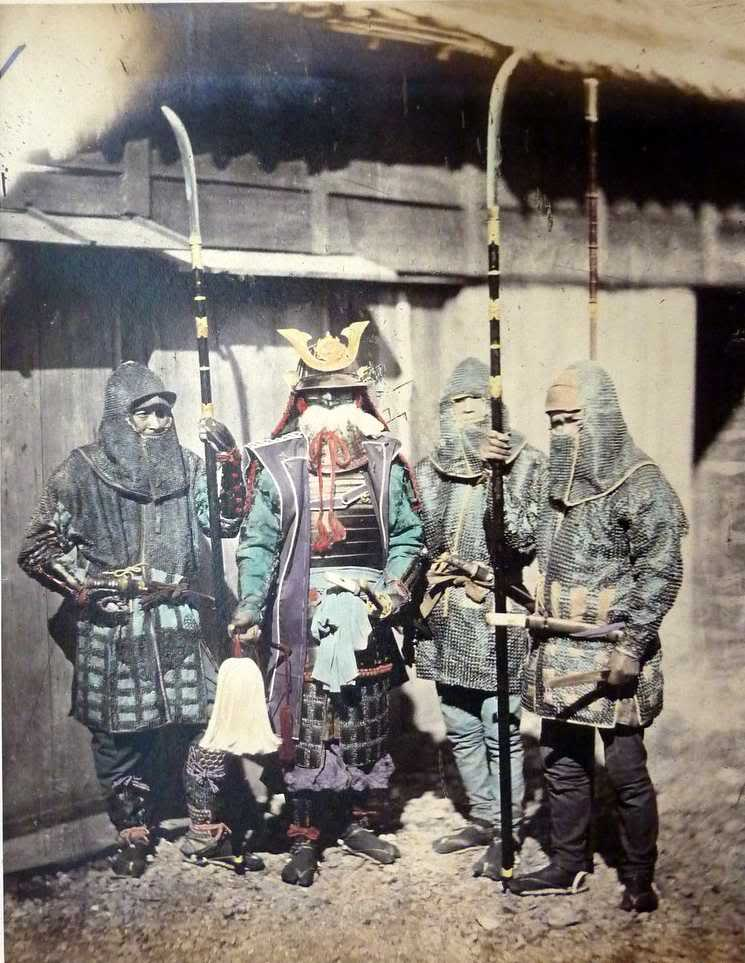
侍と薙刀（1870年）

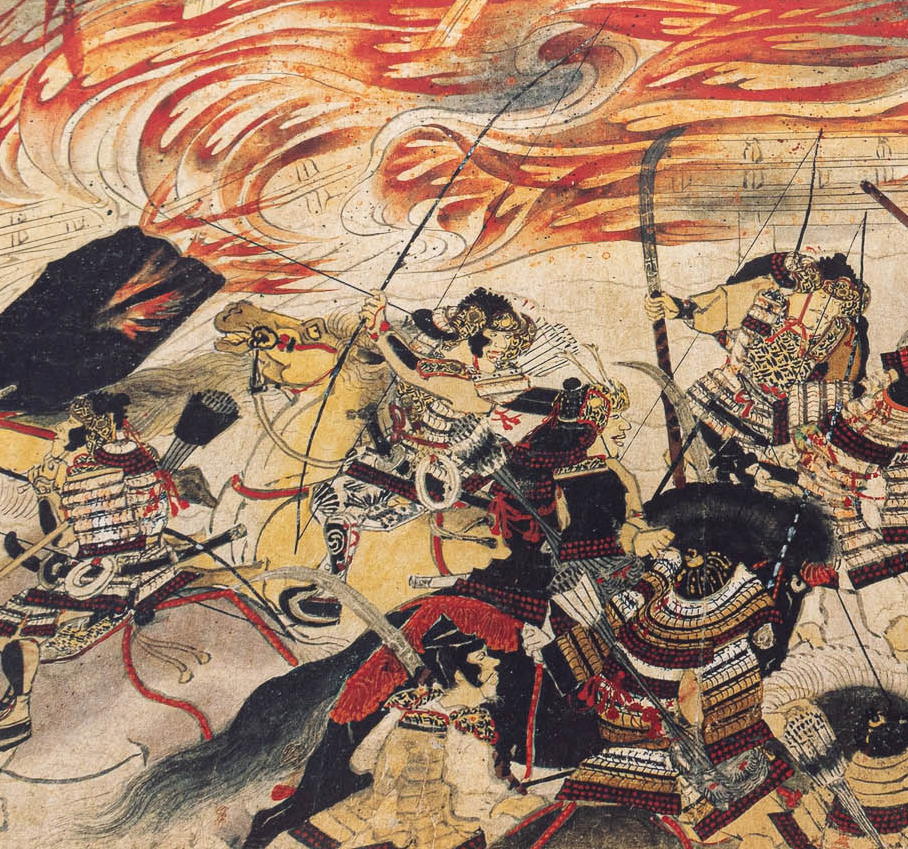
『平治物語絵巻』（ボストン美術館蔵）に描かれた鎌倉時代の武士。薙刀を持つ武者が描写されている

薙刀が誕生した過程については研究が進められていないために未だにはっきりとは判明していないが、単純により間合いを大きく取れる太刀を求めた結果柄が自然と長くなったものだとする説から、奈良時代後期から鎌倉時代にかけて「手鉾（てほこ）」と呼ばれる、一尺（約30cm）から二尺（約60cm）程の刀身を比較的短い柄に嵌めて用いる柄武器が存在しており、これが改良されたものが薙刀であるという説（→槍の分類：手鉾の項も参照）など、その起源と発達過程については諸説存在する。
日本において武士の主な戦闘方法は遠距離から馬上で弓を射る騎射であったが、名乗りを上げて一騎討ちを行う際には手持ちの武器による接近戦（打物戦）も行われた。やがて、戦闘方法の変化から徒戦（かちいくさ）という概念が一般化すると、薙刀は武士から足軽まで広く用いられる主武器となった。
平安時代以来の徒歩戦用の武器であった薙刀は南北朝時代になると太刀と同様に巨大化し、徒歩、馬上を問わずに盛んに使用されるようになる。歩兵や僧兵の武器だけではなく、武士の主要な武器の一つに位置づけられる存在となったのである。しかし、南北朝時代には馬上での槍や薙刀の使用は一般的ではなかったとする説もある。南北朝時代においては馬上の武器としては太刀、大太刀、槍、鉞なども使われたが、槍や鉞よりも薙刀の方が一般的であった。
リーチが長く、斬るだけではなく、刺突や石突を使用した打突、また柄での打撃が可能な薙刀は騎射技術を失った南北朝時代や室町時代の武士たちにとって重要な武器であった。多様な攻撃を繰り出せる薙刀は南北朝時代や室町時代において最強の武器であったとする説がある。もっとも、破壊力の高い大薙刀ともなると扱いが難しくなる。南北朝時代の戦場において、豪勇の者が薙刀を振り回して、敵をなぎ倒す派手な様子が太平記などの軍記物に描かれている。それだけ兵器として強大な威力を発揮したということである。また、味方の騎馬の後ろについて進軍し、敵の騎馬の足を攻撃して落馬させるなどの攻撃方法もあった。
南北朝期の戦乱においては矛や槍が短く、槍は刺突武器（突物）や打撃武器（打物）として利用されたが、太刀と薙刀も突物や打物として利用されており、特に広範囲を「打つ」「突く」「斬る」ことのできる薙刀や大太刀（野太刀）が槍より有効であり、利用価値が高かった。
槍や鉞、薙刀といった木の柄の武器は大太刀より折れやすいことから、対策として柄は大太刀ほど長くしないため、南北朝時代に最も有効な白兵戦武器は大太刀であったとする説もある。ただし、一番長い薙刀は五尺（約150cm）ぐらいの柄の長さであった。また柄に薄い金属板を巻き付ける「蛭巻」で補強する例もあった。
薙刀や大太刀や長巻は人馬の足を薙ぎ払うことに向いているために打刀や太刀とは性質の異なる武器と認識すべきであろう。
薙刀の使用が盛んであったのは源平時代の頃から室町時代（戦国期除く）にかけてであり、鎌倉時代にも騎馬武者の配下として徒歩で戦う下級武士たちの間では薙刀を主要な武器とし、予備として刺刀を持つのが流行した。一方で「矛」から発展した長柄武器として槍が登場し、また室町時代の長巻の登場によって薙刀が戦場で用いられることは戦国時代以降徐々に少なくなっていった。応仁の乱の頃より戦闘の主流が足軽による集団戦に変わると、振り回す武器は密集した隊列を組んで行う戦闘において不便であり、やがて槍に取って代わられていった。そのため、平安時代から室町時代にかけて多用されたが、これらの時代のもので現代に残っているものは少ない。
しかし、戦国時代末期になっても薙刀が戦場で使われることが珍しくなかったとする説もあり、歴史学者の近藤好和は、槍が薙刀よりも多用されるようになるのは戦国時代の後半ごろからという説を唱えている。
扱いやすさの点からみると刀と薙刀では遠心力を利用して、あまり腕力を要せず使用できる薙刀の方が扱いやすいが、それでも扱うのには技術が要る。刀を持った敵と戦う場合、その長さを利用して、敵を自分の懐に入れないようにしてある程度の距離を保ったまま、薙ぎ払うか突くなどの攻撃を繰り出す必要がある。
江戸時代になると、薙刀術は槍術や剣術とともに武芸としての地位を確立した。薙刀を扱う武術流派も増え、各藩で稽古が行われた。また、薙刀術は武家の女子の教養や護身術としても受容され、「薙刀は女性が主に使う武器の一つである」というイメージが生まれることとなった。なお、「武家の女子が扱うようになったため必然的に薙刀全体が小振りな造りになっていった」という趣旨の説が存在するが、江戸時代の女子の薙刀稽古について詳細に述べた史料自体が稀でありその実態は定かではない。江戸初期の京都を描いた洛中洛外図（舟木本）には数人のかぶき者が槍や薙刀で喧嘩している様子が描かれているなど、戦場外でも使われていた痕跡はある。
薙刀の分類は明治時代になって、刃の反り具合から、反りの大きい「巴形」、反りの小さい「静形」と分けられるようになっていった。
明治時代には撃剣興行で人気を博した。大正時代から太平洋戦争後にかけては政府の政策の影響もあって主に女性のたしなむ武道として「なぎなた」が普及した。この影響により「薙刀は"女性の"武器である」というイメージが形成されていった。
現在では地方の伝統芸能や古流武術としての薙刀を伝承する団体がいくつか現存しているほか、武道・競技としての「なぎなた」が学生の部活動等で盛んに行われている。また、音楽などのリズムに合わせ集団で演武する「リズムなぎなた」が広く行われるようになっている。

## 形状

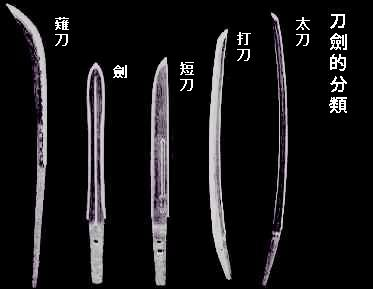
日本の刀剣の形状による分類。一番左が巴型の薙刀

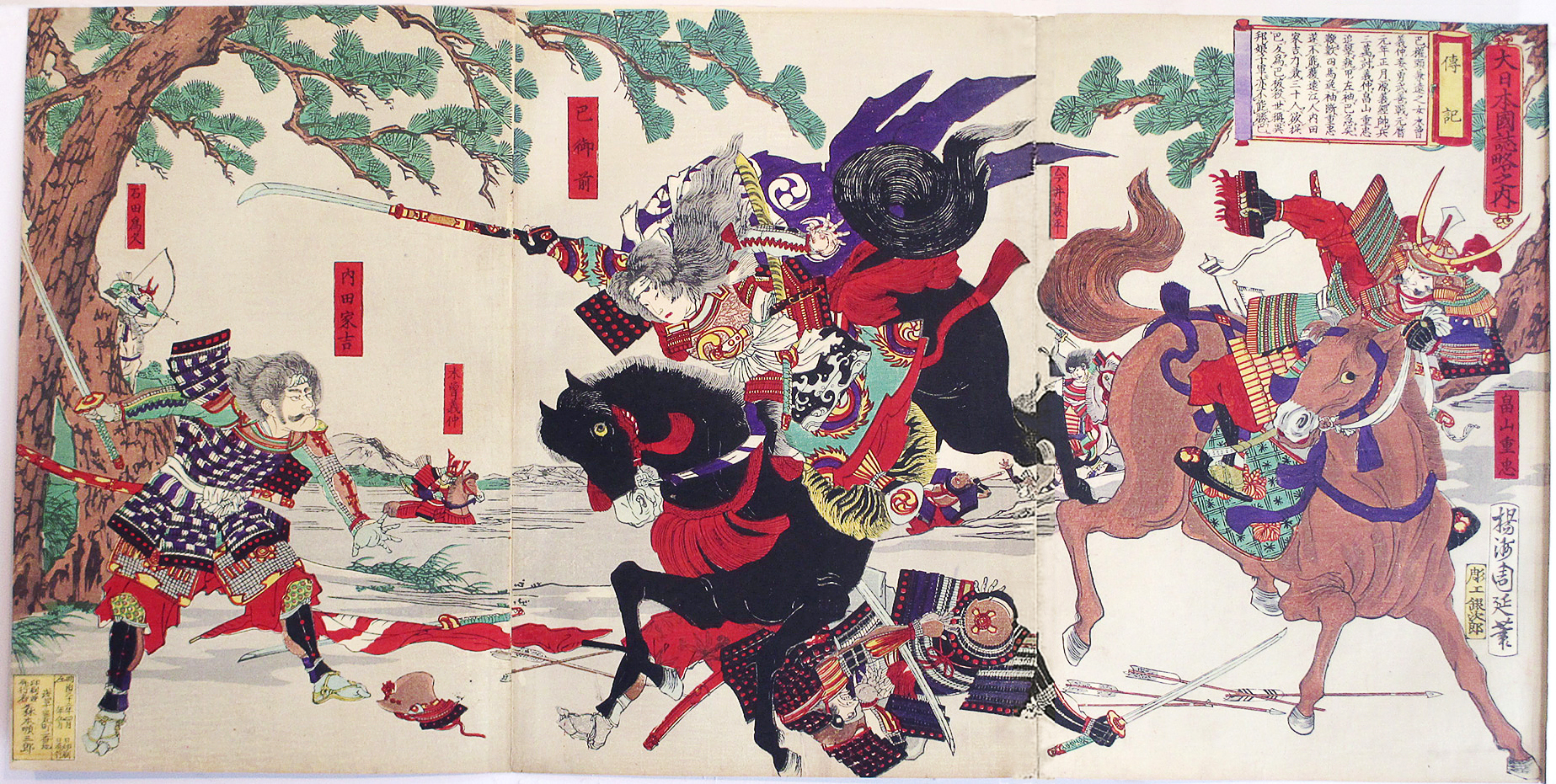
楊洲周延による巴御前の木版画。（1899年作）

薙刀は長期に渡って用いられているため、刀身や柄の形状は多岐に渡っている。
なお、薙刀に「号」をつける場合は女性の名をつけるのが慣しである（例外もある）。

### 刀身
刃身は一尺から二尺（約30〜60cm）程度のものが標準的であるが、三尺（約90cm）を超える長さのものも多く知られている。鎺（はばき）と切羽が付き、概ね先反りで「菖蒲造り（しょうぶづくり）」もしくは「冠落造り（かんむりおとしつくり）」の刀身形状を持ち、「薙刀樋（なぎなたひ）」と呼ばれる刀身の中程までの樋を掻いている。茎（なかご）は刀に比べると長く、刀身と同程度の長さがあることが通常だが、槍に比べれば短く、槍のように茎が刀身長の何倍もの長さを持つことは稀である。銘は刀銘が常とされる。
遺物から分類する限り時代が下るにつれて次第に刀身が長大になり、反りが浅くなってゆく傾向にあるが、必ずしも時代と形状は比例しない。刀身の身幅が細く反りが少ないものを静御前にちなんで「静型（しずかがた）」、身幅が広く反りの大きいものを巴御前にちなんで「巴型（ともえがた）」と呼ぶ。現存する薙刀で拵と共に現存するもののうち、柄の短いものの刀身は殆どが巴型である。巴型は反りが大きいために、少ない力で斬り付け易く、馬上で用いるものや体格の小さいもの（婦女子含め）が使うことに有利であったためと考えられているが、斬り付け易い代わりに操法が難しくなるため、馬上用、体格の小さい者用としての形状であるという説には異論もある。
古い絵巻物などに描かれている薙刀は反りが極端に大きく描かれていることが多いが、これらが絵画的な誇張表現であるのか、それとも実際に時代の古いものには反りが大きいものが一般的であったのかについては研究者によって意見が分かれる。実際に戦場で用いられていたと伝えられるものには柄長に関わらず反りが小さいものが多いため、「静型」「巴型」の区分と併せ、反りの大きな「巴型」は主に祭事用、儀礼用であったのではないか、との考察もある。
- 標準的な形状の薙刀の刀身
- 鎌倉時代の薙刀
- 室町時代の1503年に長船勝光により鍛えられた薙刀、東京国立博物館蔵

### 柄（拵）
通常、柄の長さは三尺から六尺（約90〜180cm）、鍔があり、槍とは違い柄の断面が楕円形をしているのが常形とされている。戦場では刀身は剥き出しであるが、平時には刀身には鞘が被せられていた。槍と違い石突を地面に突き立てることはほぼ無いため、石突は先尖形ではなく半月形など石突側でも「斬り付ける」用途に向いた形状をしているものが多い。また、「水軍用（薙刀）」と呼ばれる船上で使うためのものがあり、これらは柄が短く、艪としても用いられるように石突が翼状の形状をしていることが特徴となっている。
実戦で使われていたものは必要最低限の金具を嵌めて漆塗を施したのみの簡素な拵えがほとんどであるが、「熨斗付薙刀（のしつきなぎなた）」や「銀蛭巻ノ薙刀（ぎんひるまきのなぎなた）」のように、柄に装飾を施したものも高位の武士の所有するものとして記録されている。鍔は小振りなものが主流だが、鍔を持たないものも存在する一方、大太刀のように大型の鍔を持つものもあり、これら大型の鍔の付いたものには「鍔付薙刀（つばつきなぎなた）」の呼称もある。
江戸期に入ると武士の間では薙刀は嫁入り道具として定着したことから美術品としての需要が高まった。このような薙刀は名工による刀身を用い、拵は金梨子地、蒔絵、螺鈿などの細工を施し、鞘も実用を外れた特異な形状や豪華な仕上げなことから、刀身のみならず拵や鞘も合わせて文化財指定された薙刀もある。これら江戸期の鞘には、形状に関わらず家紋が入れられていることも特徴的である。女性が自らが持つ薙刀を菩提寺に奉納することもあった。

### 大薙刀

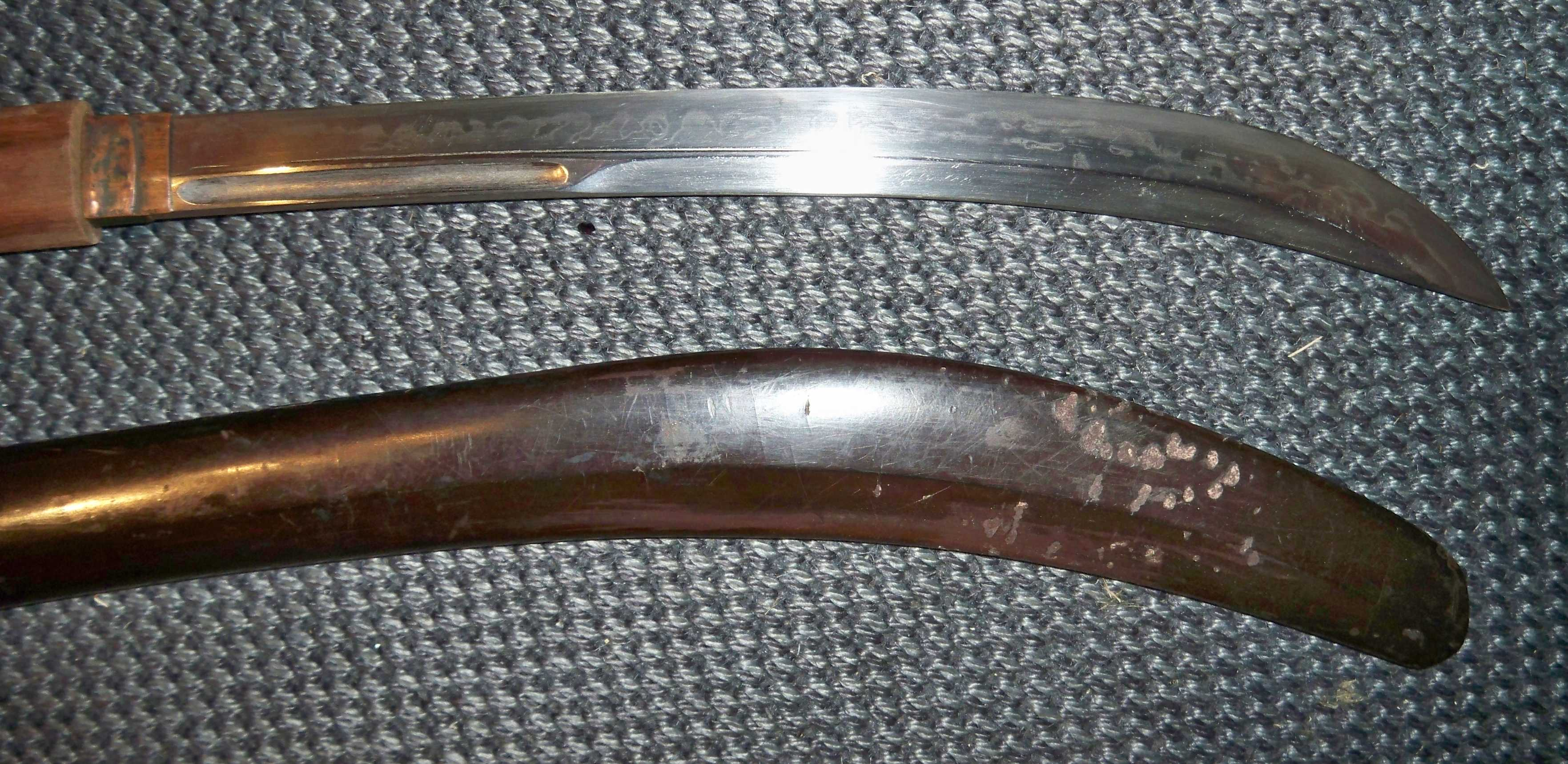
「静型」の大薙刀

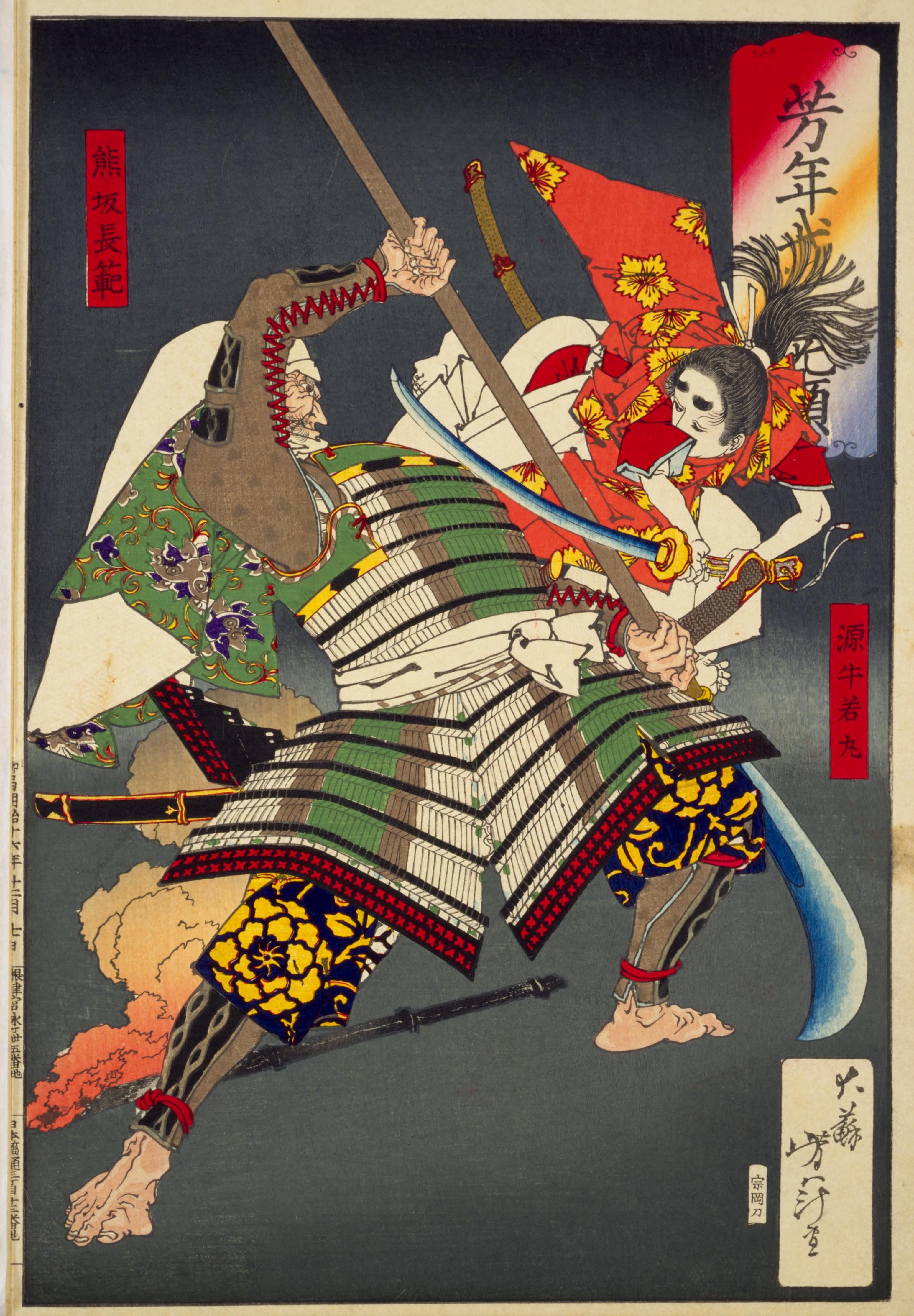
牛若丸を襲う熊坂長範。月岡芳年画

大薙刀は武具の長大化が流行した南北朝時代に多く作られた。大薙刀とは「大友興廃記」にあるように「大長刀の柄は一丈（約2m）、身は六尺あまり(約1.8m)」という異例もあるが、大体に刃も柄も旧来の薙刀より大型のものを言い、小薙刀は旧来のように柄の短い(地上に立てて人の肩から耳のあたりぐらいの長さ)ものを言い、刃の長さだけで大小は言わない。
南北朝時代には大きめの太刀と大太刀と共に流行したが、南北朝時代の20数年間で流行は終わっている。大薙刀は大太刀に対抗するように出現し、同じように流行が終わっている。南北朝時代で流行は終わったが、室町時代以後に小薙刀が主流になりながらも大薙刀も稀に使われた。
初期の薙刀は刃長は60cm前後のものが多かったが、鎌倉後期から室町時代になるといわゆる「大薙刀」が登場する。
南北朝期から室町前期にかけ、大太刀、大薙刀。斧、鉞、金砕棒などの重く大きな武器を振るうことが豪勇の象徴としてもてはやされたという説もある。
太平記には「柄五尺、刃五尺の備前薙刀」という柄と刀身が同じ長さの大薙刀が描かれている。

## 薙刀直し
薙刀が戦場で用いられることが少なくなると、「薙刀直し（なぎなたなおし）」と呼ばれる、薙刀を基にして打刀に作り変えたものが多く作られた。
これは薙刀の切っ先の張りを落として全体の反りを小さくし、茎を切り詰めて打刀として適した体配（刀の全体形状）としたもので、薙刀の刀身は刃渡りが比較的短いものが多い為、脇差や短刀に仕立てたものが多いが、大薙刀を薙刀直しとする例もあり、代表的なものに九鬼嘉隆が所持していた打刀がある。
薙刀は実戦で用いられた期間が長いため、長年伝来しているものは品質の高い名品であろう、とされたこと、また質の低い数打ち物（大量生産の粗悪品）をわざわざ刀に直す手間を掛ける者もない、ということから「薙刀直しに鈍刀なし（なぎなたなおしになまくらなし）」と謳われ、実際に現存する「薙刀直しの刀」には優れたものも多い。後述の「薙刀直し造り」はこの謳いにあやかって作刀されたものとも考察されている。
薙刀直しの名品としては、豊臣秀吉が入手した頃には既に磨りあげられ大脇差になっていた「名物 骨喰藤四郎」や、豊臣秀頼が差料にしていた脇差「名物 鯰尾藤四郎」が有名で、いずれも粟田口吉光の作と伝えられる。

### 薙刀直し造り
薙刀を造り直して刀としたものではなく、作刀時から薙刀直しであるかのような形状として造られた刀もあり、それらは「薙刀直し造り（なぎなたなおしつくり）」と呼ばれる。
薙刀直しと薙刀直し造りの相違点は第1に茎の形状で、薙刀直しが「薙刀の茎を切り詰めた」ものであるのに対し、薙刀直し造りは茎が最初から「刀の茎としての形」をしていることであるが、必ずしもそうであるとは限らず、茎の形状も含めて“最初から薙刀であったかのような形状”で作刀される例もあり、伝来や銘で確かめられない場合、判別は困難なものもある。また、直し造りではなくとも、冠落造りもしくは鵜首造りに薙刀樋もしくは腰樋とした、薙刀に刀身形状の似た短刀や脇差もあり、これらも伝来や銘で判断できない場合、判別が難しいものもある。
薙刀直し、薙刀直し造り共に、拵は通常の打刀拵や短刀拵とされているものがほとんどであるが、稀に、薙刀用の縁金具や筒金を用いて、薙刀の柄を切り縮めたかのようなものとして仕立てられている変わり拵があり、これらを「薙刀造の拵」と呼ぶことがあるが、呼称としては一般的ではない。

## その他の薙刀

### 鍵付薙刀
鍔の代わりに鍵（鉤）の付いた薙刀。薙刀本来の動作に加え、鍵で引っかけることが可能。戸田派武甲流薙刀術が使うことで知られている。

### 筑紫薙刀
筑紫薙刀（つくしなぎなた）とは、室町時代に九州で流行した特異な形状の長柄武器で、九州の筑紫地方で多く用いられたためこの名がある。通常の薙刀とは違い茎を柄に挿して目釘で固定するのではなく、刀身の後端部、通常の刀であれば茎に相当する部分の峰側に櫃（ひつ）と呼ばれる輪状の金具を持ち、この部分に柄を挿込んで固定する、日本の武器としては珍しい方式の武具である。
個性が強く、戦闘力も高い薙刀である。
農器具としての「鉈」には「草刈大鎌」「枝切大鎌」と呼ばれる長い柄をつけたものがあり、同じように櫃を用いて固定する形式のものであることから、これらの長柄鉈から発展したという説も有力である。このため、筑紫薙刀を「鉈長刀（なた－なぎなた）」または「無爪鉈長刀（むそう－なた－なぎなた）」とも呼称する。「鉈長刀」の呼び名は、『大友興廃記』の中でも度々登場し、大友氏ではこの武具が重用されていたことを示している。
また、大阪府羽曳野市の壷井八幡宮には神功皇后所持との伝承がある薙刀が収蔵されており、この薙刀は筑紫薙刀の形式である。

### 袋薙刀
安土桃山時代になり、筑紫薙刀と同じように刀身の峰側に櫃（ひつ）を持ち、この部分に柄を挿し込んで固定して使用する形式の長柄武器が出現した。これらは「袋薙刀（ふくろなぎなた）」と呼ばれ、瀬戸内の水軍衆を中心に用いられている。
“袋”という名称であるが、「袋槍（ふくろやり）」とは違って刀身の根元がソケット状の「袋穂（ふくろほ）」になっているわけではなく、武器としての形状は筑紫薙刀とほぼ同じである。筑紫薙刀との違いは、刀身の形状が薙刀とほぼ同じ冠落造りや菖蒲造りの刀身形状を持つものから鎬の無い平造りのもの、ほぼ半月形に近い形状のものまで多岐に渡っていることと、櫃が二つあるものが多く存在することである。
通常の薙刀や槍と違い刀身と柄が容易に分離できる構造となっているのは、持ち運びの際に嵩張ることを避けるためである、との考察もあるが、長柄武器で持ち運びの際に嵩張るのは柄であって刀身ではないことから、この説には異論も出されている。水軍衆に多く用いられた武器であることから、艪や櫂を応急的に長柄武器として用いるための手段として誕生したのではないか、とも考えられている。
筑紫薙刀とは起源・発祥共に関連性はない、と考えられているが、何故ほぼ同形状同用途の武具が年代を経て出現しているのかについては判然としていない。現在のところ、筑紫薙刀と同じく農器具としての長柄鉈から発展したという説が有力とされているが、既存の脇差や短刀を長柄武器として用いるために櫃を付け足して後造の薙刀として用いたものが発祥であるとの説もあり、起源や発祥については解明されていない部分が多い。

### 日本式眉尖刀
日本式眉尖刀（にほんしきびせんとう）または眉尖刀（びせんとう）は中国大陸より伝来した眉尖刀から発展したものと考えられている。中国式の眉尖刀とは違い日本刀や薙刀と同様の重ね構造で刃金が存在するとされるが、身幅が広いという特殊な形状である。現存する流派では元戸隠流（忍術）の武神館が使用している。しかし、実際に昔から日本で使われていたかは不明な武器である。

## 現存する主な薙刀
薙刀は長きにわたり広く使われたため作刀された数も多いが、戦場で使用されることが少なくなってよりは上述の薙刀直しをされたり、鋳潰されて槍、ひいては鍬や鋤などの農具の素材とされてしまったり、また後年に磨り上げ（短く縮めて仕立て直すこと）や切っ先の削ぎ落とし（峰側の大きく張っている部分を削ること）、後樋（後から樋を掻き入れること）などを行われているものが多く、薙刀そのものは現代でも高名な刀匠の手によるものから無銘の「数打ち物」と呼ばれるものまで多数が現存しているが、江戸期以前のもので作刀当初の姿のまま現存するものは少ない。残っているものは豪華な拵により文化財指定された江戸期の嫁入り道具や、奉納のために作刀された大薙刀が中心である。
日光東照宮の大薙刀
刃長65.9cm、反り3.0cm、茎長77.7cm
日光東照宮宝物館（栃木県日光市）が所蔵。
水戸市。
大薙刀 但馬国法城寺派作
刃長80cm
千葉県立中央博物館大多喜城分館（千葉県夷隅郡大多喜町）が所蔵。
大薙刀 銘備州長船兼光一振
長さ4尺6寸、身幅1寸5分、厚さ4分半
法善寺（山梨県南アルプス市加賀美）が所蔵。
権藤鎮教
長さ69.0cm、反り1.8cm
福岡市博物館所蔵